# حزب الحرية الكردستاني
حزب الحرية الكردستاني (بالكردية: پارتی ئازادیی کوردستان)‏ - (Parti Azadi Kurdistan)، والمختصر باسم PAK، هو حزب سياسي كردي ينشط في كردستان العراق وإيران ويسعى إلى الحصول على الحقوق الوطنية الكردية داخل جمهورية فدرالية ديمقراطية في إيران. تأسس الحزب في عام 1991 مع أنه كان يسمى الاتحاد الثوري لكردستان في البداية حتى تغير إلى اسمه الحالي قبل عام 2007. إن أحد الشخصيات البارزة في الحزب هو حسين يزدبانه، وغالبًا ما يتم تعيينه أمينًا عامًا للحزب.
سلح الحزب وحدات البيشمركة، المسماة نسور الحرية الكردستانية في كردستان الشرقية (HAK-R). يشار إليها أحيانًا أيضًا باسم «صقور حرية كردستان» (لا يجب الخلط بينها وبين صقور حرية كردستان في تركيا). لقد شارك البيشمركة في الحرب الأهلية العراقية، حيث قاتلوا تنظيم الدولة الإسلامية إلى جانب القوات الكردية الأخرى وقد تلقوا تدريبات من القوات الأمريكية خلال كفاحهم ضد تنظيم الدولة الإسلامية في كركوك حيث لعبوا دورًا حاسمًا. كما سافر بعض أعضاء حزب الحرية الكردستاني إلى سوريا وساعدوا في الدفاع عن كوباني ضد تنظيم الدولة الإسلامية.
في أبريل 2016، هاجمت نسور الحرية الكردستانية قوات الأمن التابعة للحكومة الإيرانية في سنندج خلال موكب يوم الجيش الإيراني السنوي، منهية بذلك وقف إطلاق النار واستأنفت كفاحها المسلح.

## الأنشطة المسلحة

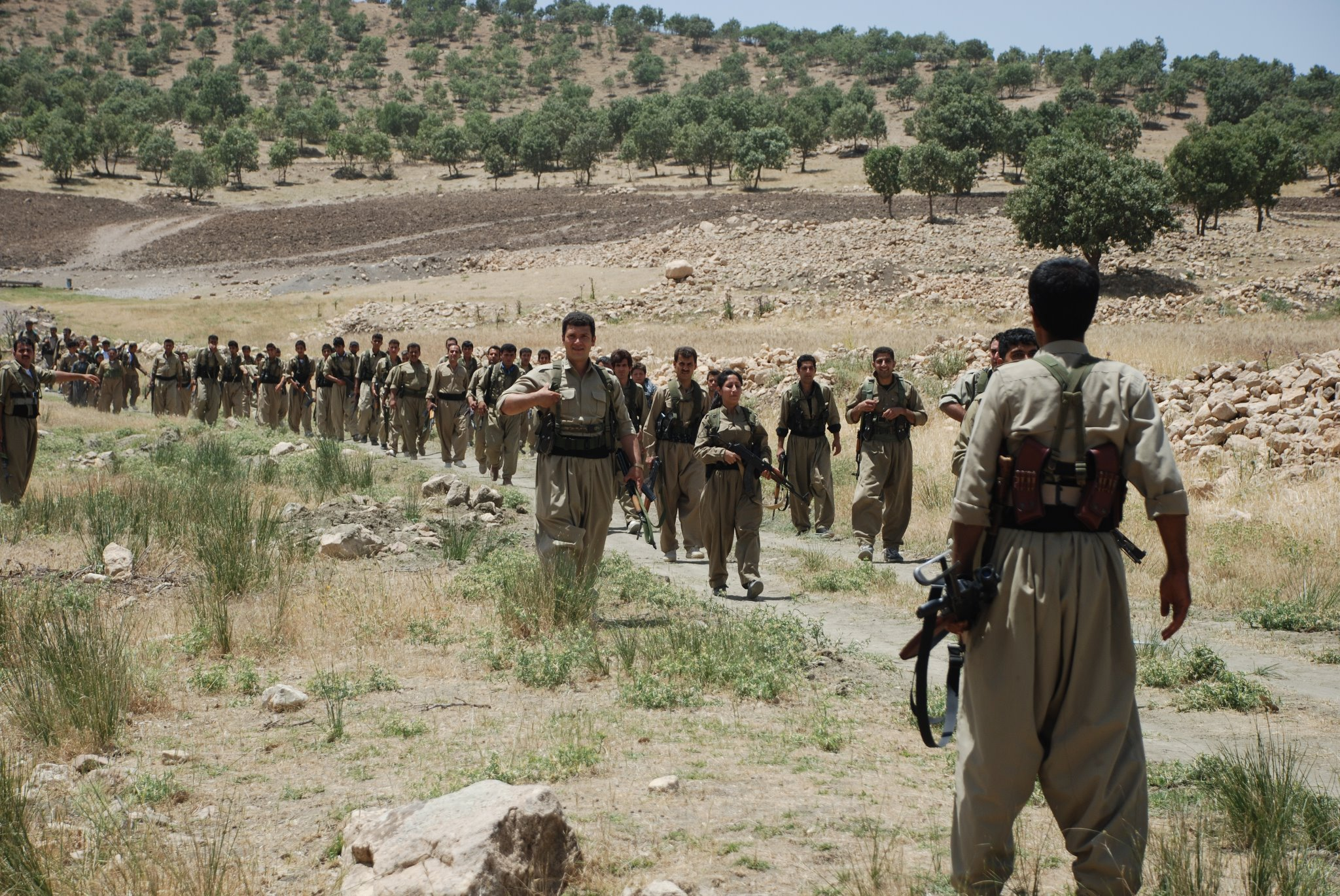
صوره لقوات البشمركه من حزب الحريه الكردستاني

شاركوا في الحرب في العراق بين 2014-2017، وقاتلوا الدولة الإسلامية إلى جانب القوات الكردية الأخرى، تلقوا تدريبات من القوات الأمريكية خلال صراعهم ضد داعش في كركوك، سافر بعض أعضاء حزب الحرية الكردستاني إلى سوريا وساعدوا في الدفاع عن كوباني ضد داعش.

## القوه
في ديسمبر 2019، قال حسين يزدبانه إن هناك 1000 عضو في المجموعه، لكن لا يوجد تحقق مستقل لهذا، قدّر تقرير صدر عام 2017 نشره مركز مكافحة الإرهاب أن المجموعة تضم "بضع مئات" من الأعضاء، وهو نفس الرقم الذي أوردته وكالة أسوشييتد برس في العام السابق، في عام 2016 كتبت إذاعة صوت أمريكا أن المجموعة تضم حوالي 600 مقاتل، ثلُثهم من الإناث، رحبت حزب الحريه الكردستاني ببعض المقاتلين الأجانب من الدول الاسكندنافية خلال حملتها ضد داعش.